# Ероховец, Леонид Владимирович
Леонид Владимирович Ероховец (1 мая 1935, Минск —  ноябрь 2019) — советский футболист, полузащитник и нападающий, советский и белорусский тренер.

## Биография
В детстве пережил немецкую оккупацию. Начинал играть в футбол во дворе, затем — в минских школах «Пищевик», ФШМ, «Строитель». Также в юности занимался баскетболом, становился победителем первенства БССР в составе сборной Минска. Носил прозвище «Етя».
В 1954 году включён в состав главной команды республики — минского «Спартака» (позднее — «Беларусь», «Динамо»), но в первом сезоне играл только за дубль. Дебютный матч за основной состав клуба сыграл 23 мая 1955 года в высшей лиге против московского «Спартака». Автором первого гола в высшей лиге стал 19 июля 1960 года в ворота «Кайрата». Дважды со своим клубом вылетал из высшей лиги и возвращался обратно, в 1956 году стал победителем зонального турнира класса «Б». Был капитаном команды, но в 1961 году лишён повязки по дисциплинарным причинам. В межсезонье 1961/62 получил травму колена, после неё не смог выйти на прежний уровень и по окончании сезона 1962 года покинул клуб. Всего в составе минского клуба сыграл в первенствах СССР 173 матча и забил 20 голов, из них 88 матчей и 4 гола — в высшей лиге.
Участник Спартакиады народов СССР 1956 года в составе сборной Белорусской ССР (4 матча). Призывался в юношескую сборную СССР и сборную класса «Б».
В 1963 году перешёл в гомельский «Локомотив» (позднее — «Спартак»), выступавший в классе «Б». В 1964 году вместе с бывшим партнёром по минскому клубу Геннадием Хасиным перешёл в запорожский «Металлург», но из-за травмы так и не сыграл за команду и вернулся в Гомель. Затем играл в соревнованиях КФК за «Спутник» (Минск).
С 1969 года в течение четырёх сезонов был играющим главным тренером жодинского «Торпедо». Приводил команду к победам в чемпионате (1970, 1971) и Кубке (1969, 1971, 1972) Белорусской ССР среди коллективов физкультуры.
В первой половине 1973 года тренировал команду мастеров «Гомсельмаш». Несколько лет возглавлял команду «Орбита» (Минск), игравшую в первенстве республики, а в первом сезоне независимого чемпионата Белоруссии — во втором дивизионе. В 1984 году с «Орбитой» стал чемпионом и обладателем Кубка Белорусской ССР.
Умер в ноябре 2019 года на 85-м году жизни.